# Пйотровиці (Серадзький повіт)
Пйотровиці (пол. Piotrowice) — село в Польщі, у гміні Варта Серадзького повіту Лодзинського воєводства.
Населення — 90 осіб (2011).
У 1975-1998 роках село належало до Серадзького воєводства.

## Демографія
Демографічна структура станом на 31 березня 2011 року:
|          | Загалом | Допрацездатний вік | Працездатний вік | Постпрацездатний вік |
| -------- | ------- | ------------------ | ---------------- | -------------------- |
| Чоловіки | 44      | 5                  | 28               | 11                   |
| Жінки    | 46      | 7                  | 22               | 17                   |
| Разом    | 90      | 12                 | 50               | 28                   |